# Firth of Lorn
Firth of Lorn (auch Firth of Lorne, schottisches Gälisch: An Linne Latharnach) ist eine etwa 25 km lange Wasserstraße an Schottlands Westküste. Sie liegt zwischen den Inseln Mull und Kerrera im Nordwesten und den Inseln Seil und Luing sowie dem schottischen Festland bei Oban im Südosten. Der Name Firth of Lorn ist erst seit dem späten 19. Jahrhundert gebräuchlich; vorher war die schwer abzugrenzende Meerenge namenlos. 
Sie spaltet sich auf Höhe der Insel Lismore in nördlichen Richtungen in den Sound of Mull (nach Nordwesten), die Bucht Loch Linnhe (nach Norden) und den ebenfalls zu dieser Bucht führenden Meeresarm Lynn of Lorn (nach Nordosten) mit dem gleichnamigen Landschaftsschutzgebiet (das National Scenic Area Lynn of Lorn). 
Der Firth of Lorn ist als Tiefseeangler- und Seglerrevier bekannt. Als Outer Firth of Lorn wird seine Verlängerung bis Crinan an der Westküste der Insel Jura bezeichnet.

## Meeresfauna
Der Firth of Lorn ist wegen des starken Tidenhubs, des zerklüfteten Untergrunds mit über 150 Meter hohen Unterwasserrriffen und der lokal unterschiedlich starken Strömung durch eine interessante, extrem biodiverse Meeresfauna gekennzeichnet. Einige Korallenarten wie Caryophyllia inornata oder Swiftia pallida, die Moostierchen Bugula purpurotincta und Caberea ellisii, die Seeanemone Amphianthus dohrnii, der Ungeteilte Röhrenpolyp Tubularia indivisa oder der Seestern Ophiopsila annulosa erreichen hier die nördliche Grenze ihrer Verbreitung. Auch existieren hier Spezies wie der Zungenschwamm (Mycale lingua), Hornkieselschwämme (Clathria barleii) oder der Federstern Leptometra celtica (ein Haarstern), die sonst nur in tieferen Gewässern vorkommen. Im Tidenstrom halten sich aber auch Organismen, die sonst eher im Flachwasser vorkommen, wie der Gitterkalkschwamm Clathrina coriacea. 210 Quadratkilometer des Gewässers sind als Naturschutzgebiet ausgewiesen.

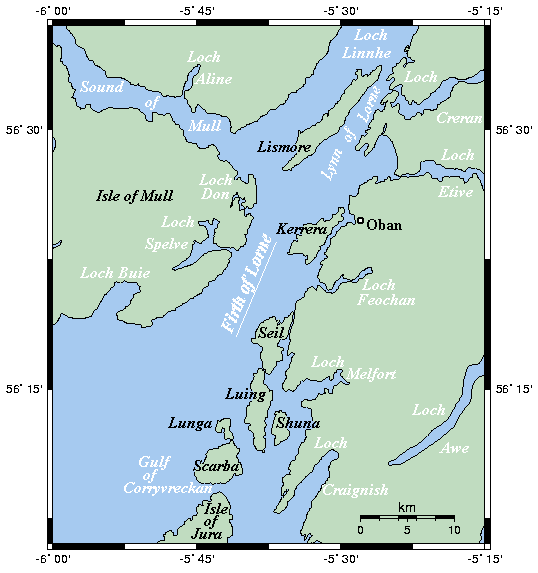
Karte des Firth of Lorn(e)